# Nay (Pyrénées-Atlantiques)
Nay település Franciaországban, Pyrénées-Atlantiques megyében. Lakosainak száma 3203 fő (2022. január 1.). Nay Arros-de-Nay, Asson, Bourdettes, Coarraze, Igon és Mirepeix községekkel határos.

## Népesség
A település népességének változása:
| Lakosok száma | 3308 | 3305 | 3544 | 3288 | 3268 | 3265 | 3245 | 3224 | 3203 |
|               | 2013 | 2015 | 2016 | 2017 | 2018 | 2019 | 2020 | 2021 | 2022 |